# みとりし
『みとりし』は、アイエス・フィールド制作・配給により2019年9月13日全国公開の日本映画。主演は榎木孝明。

## 概要
原案は一般社団法人日本看取り士会の会長を務める柴田久美子の著書『私は、看取り士』（佼成出版社）。看取りとは「亡くなるまでの間の介護を行い、最期を見送ること」をいい、看取り士の役割として「患者にとって住み慣れた我が家、あるいは患者本人が希望する形に添って温かい死を迎えられるように、患者の親族をサポートしながら心に寄り添いつつ見届けること」とされている。かねてより柴田と親交のあった俳優の榎木孝明は柴田がガン告知を受け、27年間の看取り士としての集大成をしようと決意したことが映画製作のきっかけになったと語る。なお、榎木は企画段階から本作に参加しており、本作には主役の看取り士として出演している。公開に先立ち、榎木は「看取り士は生から死への命の引継ぎのサポーターです。謂わば終着点ではない通過点としての死を次の場所へと橋渡しをする大切な役目を担っているといえます」とし、10有余年前にある小島で柴田の口から「看取り士」という言葉を聞き、柴田の行動に感銘を受けた影響で映画にするという約束を交わし、その約束が果たせたことに喜びを感じていると語っている。

## あらすじ
ある日、大切な愛娘を失った柴久生は自らも後を追って死のうと試みるが、その時にふと脳裏に「生きろ」という男性の声が響いた。それは長年の友人であり、既に亡くなっている川島の最期の言葉であることを、川島を看取った看取り士の女性から聞かされた。友の声に生きることを決めた柴は、川島の死を疎んじる上司の態度に怒りを覚え、会社を退職する。柴が第二の人生として選んだのは看取り士。岡山県高梁市にある看取りステーションに勤務する柴はベテラン看取り士として、余命宣告を受けた患者に寄り添い、逝去するまでの間に患者の希望をできるだけ叶えてあげるためにともに過ごしていく日々を送る。そしてそんな最中に、看取りステーションに新人の高村みのりが赴任してくる。柴や高村は地元の診療所などと連携しながら、多様な死と向き合っていこうとする。ある時、高村は3人の子どもを育てながらも余命宣告を受けた女性患者を受け持つことになり、苦悩する。実は高村も幼い頃に母親を失くした経験があり、子どものことを思うといたたまれない気持ちになった。苦悩する高村に柴は看取り士としてその女性とどう接するべきかを温かく導いていく。

## 書誌情報
- 柴田久美子 『私は、看取り士』、佼成出版社、2018年9月30日発売、ISBN 9784333027859

## キャスト
- 柴 久生（看取り士）：榎木孝明
- 高村みのり（新人看取り士）：村上穂乃佳[2]
- 早川奏太（新人医師）：高崎翔太[5]
- 清原（地元にある診療所の医師）：斉藤暁
- 清水キヨ（久生とみのりが受け持つ老婦人）：大方斐紗子
- 東條勝治（みのりが初めて受け持つ男性患者）：石濱朗
- 清水洋一（キヨの息子）：仁科貴
- 清水千春（洋一の妻）：みかん
- 川島（久生の亡き親友）：宇梶剛士
- 山本良子（みのりが受け持つ女性患者）：櫻井淳子[5]
- 山本幸平（良子の夫）：藤重政孝

## スタッフ
- 原案：柴田久美子『私は、看取り士』（佼成出版社刊）
- 企画：柴田久美子、榎木孝明、嶋田豪
- 監督・脚本：白羽弥仁
- 統括プロデューサー：嶋田豪
- プロデューサー：高瀬博行
- 音楽：妹尾武
- 撮影：藍河兼一
- 照明：鈴村真琴
- 録音：西岡正己
- 美術：阿久津桂
- 編集：目見田健
- 音響効果：丹雄二
- 主題歌：宮下舞花 「サクラの約束」[6]
- 音楽プロデューサー：犬飼伸二
- 特別協力：一般社団法人日本看取り士会、一般社団法人在宅ホスピスなごみの里
- 後援：公益社団法人日本医師会
- 協力：池本助夫、正好文化事業股份有限公司、泰邦株式会社、特許業務法人オンダ国際特許事務所
- 協力：上村邦子、株式会社北陽、株式会社佼成出版社、高梁市観光協会
- キャスティング：クリエイターズ・フィールド
- 制作プロダクション・配給：アイエス・フィールド
- 製作：「みとりし」製作委員会